# Brian Medina
Brian Medina (Temperley, Buenos Aires, 17 de abril de 1993) es un futbolista argentino que juega de defensor. Actualmente integra el plantel de Ituzaingó, de la Primera C.

## Biografía
Tuvo un paso por la Reserva de San Lorenzo de Almagro, donde posteriormente quedaría libre. Allí fue cedido a Bragado Club, donde jugaría en la temporada 2014/2015. Finalmente a principio de 2016 firmaría para Colegiales. A fines del 2019 se iría del Tricolor de Munro para firmar en Ituzaingó.
| Club                             | País      | Año         | PJ | Goles |
| -------------------------------- | --------- | ----------- | -- | ----- |
| San Lorenzo de Almagro (Reserva) | Argentina | 2008 - 2014 |    |       |
| Bragado FC (Cedido)              | Argentina | 2014 - 2015 | 33 | 1     |
| Colegiales                       | Argentina | 2016 -      | 40 | 0     |
| Club Atlético Ituzaingó          | Argentina | 2020        |    |       |